# John Eliot
John Eliot (Widford, 1604 – Roxbury, 21 maggio 1690) è stato un missionario britannico presso i nativi americani della Colonia di Massachusetts Bay la cui traduzione della Bibbia in lingua algonchina fu la prima Bibbia stampata in Nordamerica, la Bibbia Eliot degli Indiani d'America.

## Biografia
Educato in Inghilterra, Eliot si laureò al Jesus College, a Cambridge, nel 1622 ed emigrò a Boston nel 1631. Dal 1632 fino alla morte fu pastore della chiesa della vicina Roxbury. Con il sostegno della sua congregazione e degli altri ministri, iniziò una missione presso i nativi americani, predicando a Nonantun (Newton) e in altri paesi. Presto sorsero gruppi di «indiani preganti», e nel 1674 vi erano 14 villaggi con 4000 convertiti. L'anno seguente, tuttavia, queste comunità soffrirono gravi battute d'arresto a causa delle persecuzioni verificatesi durante la guerra di Re Filippo, e i villaggi non furono mai completamente recuperati.
L'opera di Eliot veniva finanziata principalmente dall'Inghilterra, dove le sue attività ispirarono la creazione della Compagnia per la Propagazione del Vangelo nel New England e nelle Parti Adiacenti del Nordamerica (1649). Si trattava della prima società genuina missionaria. I metodi di Eliot impostarono il modello delle successive «missioni indiane» per quasi due secoli. La civilizzazione, secondo lui, era strettamente legata all'evangelizzazione. I suoi convertiti si radunavano nelle città cristiane, governate da un codice di leggi biblico, e venivano gradualmente introdotti ad uno stile di vita inglese. Ogni villaggio aveva una scuola dove agli indiani veniva insegnato l'inglese e lavori manuali con cui potevano mantenersi da vivere. Dopo difficili esami, i credenti venivano organizzati in uno «stato-chiesa» puritano, e venivano addestrati insegnanti ed evangelisti madrelingua. Eliot stesso, chiamato l'«Apostolo degli Indiani», produsse la letteratura necessaria nella lingua algonchina dei Massachusett, a cominciare dal suo sillabario o catechismo del 1654. La sua traduzione del Nuovo Testamento comparve nel 1661, quella del Vecchio nel 1663. Tra le sue altre opere ricordiamo The Christian Commonwealth (1659) e The Harmony of the Gospels (1678).